# Lucas Fagundes
Lucas Fagundes (Brasília-DF, 23 de Julho de 1986) é um guitarrista de rock instrumental brasileiro. Juntamente com os guitarristas Marcelo Barbosa e Bruno Albuquerque, Bruno faz parte do projeto "GTR in Concert", que chegou a abrir os shows do guitarrista norte-americano Richie Kotzen no Brasil.
Em 2006, ele foi um dos 10 selecionados no concurso "NIG realiza seus sonhos", e com isso a sua música "Phase" foi incluída na coletânea "NIG Evolution III".
Seu primeiro álbum, Lucas Fernandes, de 2007, foi elogiado pela revista Guitar Player Brasil (Edição 143, de mar/2008), que fez uma análise sobre as músicas
Em 2011, a sua música "Viagem", foi selecionada pelo site Guitar Clinic para fazer parte da coletânea 'Heart of a Hero', que tem o objetivo de levantar fundos para ajudar no tratamento do guitarrista Jason Becker.
Além do trabalho solo, Lucas é conhecido por seu trabalho com a banda brasiliense "Andanza".

## Discografia
Álbuns de Estúdio
- 2007 - Lucas Fagundes[1][11]
- 2014 - Spaces & Times[12]

Participação em outros projetos
- 2006 - NIG Evolution III - música "Phase"[7]
- 2007 - GuitarBattle Vol. 1
- 2007 - GTR 10 Anos - música Neo Pop[13]
- 2009 - Heróis da Guitarra - música "Under The Skin"[14]
- 2011 - "Heart Of A Hero - Tribute To Jason Becker" - música Viagem[15]

## Prêmios e Indicações
| Ano  | Prêmio/Festival                            | Categoria | Resultado   | Ref.   |
| ---- | ------------------------------------------ | --------- | ----------- | ------ |
| 2006 | Concurso "NIG realiza seus sonhos"         |           | selecionado | [ 6 ]  |
| 2007 | I Guitar Festival Souza Lima & Editora HMP |           | 3º Lugar    | [ 16 ] |